# Маленькие картинки
«Ма́ленькие карти́нки» — очерк Фёдора Достоевского, опубликованный 16 июля 1873 года в газете-журнале «Гражданин» в составе «Дневника писателя».

## История написания
Выполняя обязанности редактора еженедельного издания «Гражданин», Достоевский из-за нехватки редакционных материалов зачастую вынужден был сам заниматься срочной рутинной газетной работой. В письме  А. Г. Достоевской от 10 июля 1873 г. он сообщал: «Я сижу и просто в отчаянии. А между тем надо непременно писать статью». Два дня спустя он уточнял: «Пишу обычную проклятую статью. Надо написать к завтраму утру, к 8 часам, 450 строк, а у меня написано всего 150». Комментаторы Достоевского делают вывод, что «Маленькие картинки» были закончены к 15 июля, то есть к моменту выхода свежего номера «Гражданина» из печати.
Темой очерка в очередной раз стал Петербург, его архитектура, впечатления писателя о прогулках по летнему городу, его наблюдения над петербуржцами, представителями городских низов, рабочих окраин, так называемое «нравственное падение» народных масс после проведения крестьянской реформы. Тезис «нравственного падения» народа вызывал протест писателя, он противопоставил ему свои собственные выводы, полемизируя одновременно как с либеральной, так и с консервативной точкой зрения на этот вопрос. Побудительной причиной для таких суждений явился «Доклад высочайше учреждённой комиссии для исследования нынешнего положения сельского хозяйства и сельской производительности в России» (СПб., 1873). Доклад изобиловал фактами упадка нравственного состояния в народной среде, на основании чего делался вывод о пагубности результатов крестьянской реформы.
Вокруг доклада вспыхнула острая полемика между либеральной газетой А. А. Краевского «Голос» и консервативной газетой «Русский мир». Этой же теме была посвящена статья Незнакомца (псевдоним А. С. Суворина) «Недельные очерки и картинки» в «Санкт-Петербургских ведомостях», 1873, № 192, 15 июля. Суворин с либеральных позиций категорически осудил выводы Доклада: «…в показаниях некоторых лиц звучит довольно ясное желание показать, что при крепостном праве положение было лучше. <…> Неужели в самом деле нужно теперь кому-нибудь доказывать, что отмена крепостного права была великим благом?». Позиция Суворина во взгляде на народ отражала точку зрения западника и восходила к идеям A. H. Пыпина в работе «Характеристики литературных мнений от двадцатых, до пятидесятых годов. Исторические очерки» («Вестник Европы», 1872, №№ 11, 12). До этого работу Пыпина Достоевский критиковал в очерке «Мечты и грёзы» («Дневник писателя»).

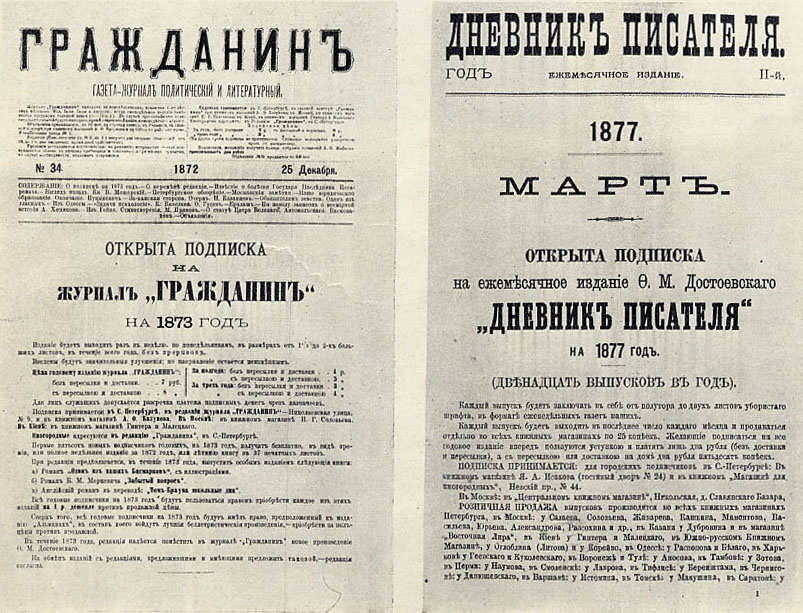
«Гражданин» и «Дневник писателя», обложки изданий

На замысле «Маленьких картинок» могла отразиться статья Е. Л. Маркова «Всесословная вялость. Мысли по поводу русской всесословной вялости» («Вестник Европы», 1873, № 5). Консервативный публицист настолько откровенно высказался в либеральном журнале против крестьянской реформы, что охранительная газета «Русский мир», ратуя за контрреформы, похвалила статью Маркова, признав её «своей». Марков рассуждал следующим образом:·«Для меня нет никакого сомнения в том, что даже накануне смерти крепостного права народ вообще относился к нему без скептицизма и протеста <…> Он признавал право господ на большее и на лучшее, признавал их право безделия и власти…». Достоевского не устраивал ни либеральный подход к делу Суворина, ни жалобы бывших крепостников-дворян. С его точки зрения, духовный потенциал русского народа далеко не исчерпан, верой в его нравственные силы наполнены описания простонародья — мещан, мастеровых и их детей: 
«Меня утешало, что я хоть намекнул на мой главный вывод, то есть что в огромном большинстве народа нашего, даже и в петербургских подвалах, даже и при самой скудной духовной обстановке, есть всё-таки стремление к достоинству, к некоторой порядочности, к истинному самоуважению; сохраняется любовь к семье, к детям. Меня особенно поразило, что они так действительно и даже с нежностию любят своих болезненных детей; я именно обрадовался мысли, что беспорядки и бесчинства в семейном быту народа, даже среди такой обстановки, как в Петербурге, всё же пока исключения, хотя, быть может и многочисленные», — писал Достоевский несколько позднее в автокомментарии к «Маленьким картинкам». По мнению исследователей творчества Достоевского, писатель рассматривал народ «как главный источник общественного обновления», а примеры так называемого «нравственного падения» связывал с результатами двухвекового закрепощения народа со времён Петра Первого, окончившиеся, по мнению Достоевского, разрушением духовной связи между народом и дворянством, частями некогда единой нации.
На страницах «Маленьких картинок» писатель вновь обратился к важной для себя теме Петербурга. В годы своей юности, в 1840-е годы, он с оптимизмом и надеждой относился к творению Петра, с верой в «современный момент и идею настоящего момента», как писал он об этом в фельетонах «Петербургская летопись». С тех пор взгляды его претерпели сложную эволюцию. С начала 1860-х годов тема Петербурга приобрела в творчестве Достоевского трагические тона. Это ощутимо видно в таких прозаических произведениях, как «Униженные и оскорблённые» — 1861; «Записки из подполья» — 1864; «Преступление и наказание» — 1866. В «Маленьких картинках» можно прочитать такие мрачные  наблюдения писателя над самим собой: «Берёт хандра по воскресениям, в каникулы, на пыльных и угрюмых петербургских улицах. Что, не приходило вам в голову, что в Петербурге угрюмые улицы? Мне кажется, это самый угрюмый город, какой только может быть на свете!»
В этом же русле строятся раздумья Достоевского о бесхарактерности петербургской архитектуры, о невыдержанности архитектурного стиля, о многостилии городских построек. Такие рассуждения опровергали его собственные мнения о столичной архитектуре, изложенные им за двадцать шесть лет до этого на страницах «Санкт-Петербургских ведомостей» в «Петербургской летописи». Помимо этого во многом сходные с фельетоном «Маленькие картинки» значительно отличались от фельетонов 1840-х годов. Если в «Петербургской летописи» повествователем фельетонов выступал фланер-мечтатель, то в «Маленьких картинках» образ повествователя максимально близок к самому автору. Этим композиция «Маленьких картинок» напоминала собой композицию «Петербургских сновидений в стихах и прозе» (1861). В указанном произведении образ мечтателя соприкасался с авторскими воспоминаниями, а в «Маленьких картинках» образ автора-мечтателя представал уже весьма уставшим, во многом разочаровавшимся человеком.

## Критика «Маленьких картинок» и полемика с газетой «Голос»
Появление «Маленьких картинок» вызвало немедленную отрицательную реакцию в газете «Голос» А. А. Краевского. В № 210 от 31 июля там появился анонимный фельетон «Московские заметки», который подверг резкой критике «картинку № 2» Достоевского, посвящённую пьяным гулякам из рабочего люда. Рассуждая о сквернословии петербургских пьянчуг, писатель неожиданно пришёл к следующему выводу: «Они ходят по праздникам пьяные, <…> сквернословят вслух, несмотря на целые толпы детей и женщин, мимо которых проходят, — не от нахальства, а так, потому что пьяному и нельзя иметь другого языка, кроме сквернословного. Именно этот язык, целый язык, я в этом убедился недавно, язык самый удобный и оригинальный, самый приспособленный к пьяному или даже лишь к хмельному состоянию, так что он совершенно не мог не явиться, и если б его совсем не было — il faudrait l’inventer <его следовало бы выдумать (франц.)>. Я вовсе не шутя говорю». Среди прочих описаний петербургских пьяниц Достоевский набросал следующую уличную зарисовку обычного бытового сквернословия шестерых мастеровых:

Однажды в воскресение, уже к ночи, мне пришлось пройти шагов с пятнадцать рядом с толпой шестерых пьяных мастеровых, и я вдруг убедился, что можно выразить все мысли, ощущения и даже целые глубокие рассуждения одним лишь названием этого существительного, до крайности к тому же немногосложного. Вот один парень резко и энергически произносит это существительное, чтобы выразить об чём-то, об чём раньше у них общая речь зашла, своё самое презрительное отрицание. Другой в ответ ему повторяет это же самое существительное, но совсем уже в другом тоне и смысле — именно в смысле полного сомнения в правдивости отрицания первого парня. Третий вдруг приходит в негодование против первого парня, резко и азартно ввязывается в разговор и кричит ему то же самое существительное, но в смысле уже брани и ругательства. Тут ввязывается опять второй парень в негодовании на третьего, на обидчика, и останавливает его в таком смысле, что, дескать, что ж ты так, парень, влетел? мы рассуждали спокойно, а ты откуда взялся — лезешь Фильку ругать! И вот всю эту мысль он проговорил тем же самым одним заповедным словом, тем же крайне односложным названием одного предмета, разве только что поднял руку и взял третьего парня за плечо. Но вот вдруг четвёртый паренёк, самый молодой из всей партии, доселе молчавший, должно быть вдруг отыскав разрешение первоначального затруднения, из-за которого вышел спор, в восторге приподымая руку, кричит… Эврика, вы думаете? Нашёл, нашёл? Нет, совсем не эврика и не нашёл; он повторяет лишь то же самое нелексиконное существительное, одно только слово, всего одно слово, но только с восторгом, с визгом упоения, и, кажется, слишком уж сильным, потому что шестому, угрюмому и самому старшему парню, это не «показалось», и он мигом осаживает молокососный восторг паренька, обращаясь к нему и повторяя угрюмым и назидательным басом… да всё то же самое запрёщенное при дамах существитеьное, что, впрочем, ясно и точно обозначало: «Чего орёшь, глотку дерёшь!» Итак, не проговорив ни единого другого слова, они повторили это одно только излюбленное ими словечко шесть раз кряду, один за другим, и поняли друга друга вполне. Это факт, которому я был свидетелем. «Помилуйте! — закричал я им вдруг ни с того ни с сего (я был в самой середине толпы). — Всего только десять шагов прошли, а шесть раз (имя рек) повторили! Ведь это срамёж! Ну, не стыдно ли вам?»
Все вдруг на меня уставились, как смотрят на нечто совсем неожиданное, и на миг замолчали, я думал, выругают, но не выругали, а только молоденький паренёк, пройдя уже шагов десять, вдруг повернулся ко мне и на ходу закричал:

— А ты что же сам-то семой раз его поминаешь, коли на нас шесть разов насчитал?— Ф. М. Достоевский, «Маленькие картинки», гл. 2.
Обвинение либерального «Голоса» состояло в том, что Достоевский в своих описаниях опустился до мелочности и неэтичности. Газета язвительно назвала очерки Достоевского «гостинодворским» творчеством, созданным на потребу даже не простонародья, а для толпы грубых базарных приказчиков и прочего сброда. «Мне и в голову не могло прийти, до чего может дописаться фельетонист, когда у него нет под рукой подходящего матерьяла», — писал фельетонист газеты «Голос». Достоевский так парировал обвинения «Голоса»: «Московский учитель мой уверяет, что фельетон мой произвёл фурор в Москве — „в рядах и в Зарядье“, и называл его гостинодворским фельетоном. Очень рад, что доставил такое удовольствие читателям из этих мест нашей древней столицы. Но яд в том, что будто я нарочно и бил на эффект; за неимением читателей высших искал читателей в Зарядье и с этою целью и заговорил „о нём“, а стало быть, я — „самый находчивый из всех фельетонистов“».
Ещё один упрёк Достоевскому состоял в том, что он пытался отречься от звания фельетониста: «Хотя г-н Достоевский, ведущий этот „дневник“, с весьма похвальным постоянством уверяет, что он отнюдь не фельетонист, а что-то особенное, но с ним едва ли можно согласиться, и точно так, как я считал его прежде очень талантливым беллетристом, так теперь считаю его порядочным фельетонистом и никак не могу понять, отчего он так настойчиво отрекается от этого звания. Дело не в словах, а в действиях; а действия, которые усваивают совершающему их название фельетониста, он совершает с той минуты, когда первые листки его „дневника“ заменили собою фельетонные статьи князя Мещерского». Перефразируя известную поговорку, газета «Голос» назвала Достоевского «plus feuilletoniste que Jules Janin, plus catholique gué le pape» («Более фельетонист, чем Жюль Жанен, более католик, чем сам папа»). Свой уничижительный разнос анонимный автор «Голоса» завершил следующей фразой: «…всё же мы доросли до того по крайней мере, чтоб разнюхать, когда нам подносят что-нибудь уже очень бьющее в нос, и умеем ценить это помимо намерений автора…».
Достоевский ответил на этот упрёк в следующем номере «Дневника писателя»: «Ну так чем же пахнет?» И получил ответ «Голоса»: «Пахнет неприличием». Писатель вступился за значимость своего материала в «Маленьких картинках»: «Я и набросал лишь несколько грустных мыслей о праздничном времяпрепровождении чернорабочего петербургского люда. Скудость их радостей, забав, скудость их духовной жизни, подвалы, где возрастают их бледные, золотушные дети, скучная, вытянутая в струнку широкая петербургская улица как место их прогулки, этот молодой мастеровой-вдовец с ребёнком на руках (картинка истинная) — всё это мне показалось матерьялом для фельетона достаточным, так что, повторяю, можно было бы упрекнуть меня совершенно в обратном смысле, то есть что я мало из такого богатого матерьяла сделал».

Спустя полгода Достоевский написал ещё один фельетон, которому дал сходное название «Маленькие картинки (в дороге)», он был посвящён дорожным впечатлениям писателя.